# Сремска-Митровица
Сре́мска-Ми́тровица (серб. Сремска Митровица / Sremska Mitrovica, хорв. Srijemska Mitrovica, венг. Szávaszentdemeter) — город в автономном крае Сербии Воеводине, на левом берегу Савы, административный центр Сремского округа и общины Сремска-Митровица. Население — 36 764 человека (2022). Сремска-Митровица находится в 75 км от Белграда.

## История
В античности был известен как Сирмий, один из крупнейших центров позднеантичного мира и резиденция гепидских вождей, затем переименован в «град св. Димитрия» (Civitas Sancti Demetrii), откуда в XII веке произошло современное наименование. В сущности, значительная часть современного города помещается в пределах античного ипподрома. По данным 1573 года, в городе было 17 мечетей и ни одной церкви. В 1718—1918 гг. входил в состав владений Габсбургов.
Во время Второй мировой войны город был оккупирован войсками Оси и был присоединён к Независимому государству Хорватия. Его название было изменено на Хрватска Митровица (что означает хорватская Митровица). Здесь был создан один из крупнейших нацистских концентрационных лагерей смерти, в котором нашли смерть около 10 000 сербов и евреев. В частности, 30 августа 1942 года здесь был расстрелян знаменитый сербский художник Сава Шуманович.
Сремску Митровицу и Мацванскую часть муниципалитета (Мацванскую Митровицу) на правом берегу Савы связывает пешеходный мост Святого Иринея. На правом берегу располагается заповедник Засавица.
В городе действует Музей Срема и лапидарий каменных памятников Сербии.

## Архитектура и достопримечательности
- Церковь св. Стефана (старая, конец XVI века, первое письменное упоминание 1729)[3]
- Сербская православная церковь св. Димитрия (1791—1794)[4]
- Церковь Вознесения Господня (униатская, 1905—1906)
- Католическая базилика св. Димитрия (1811)

## Галерея

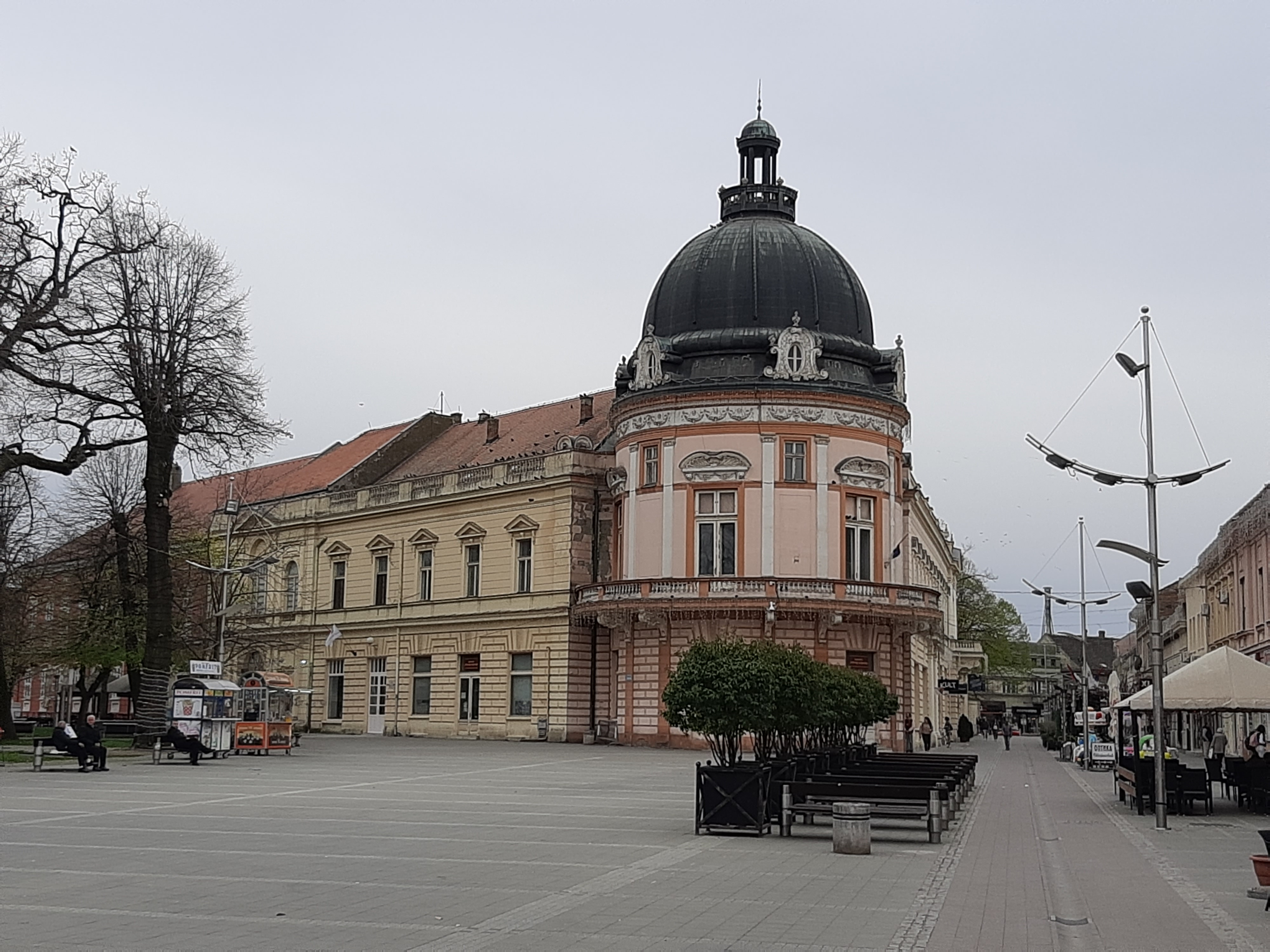
Сербский дом
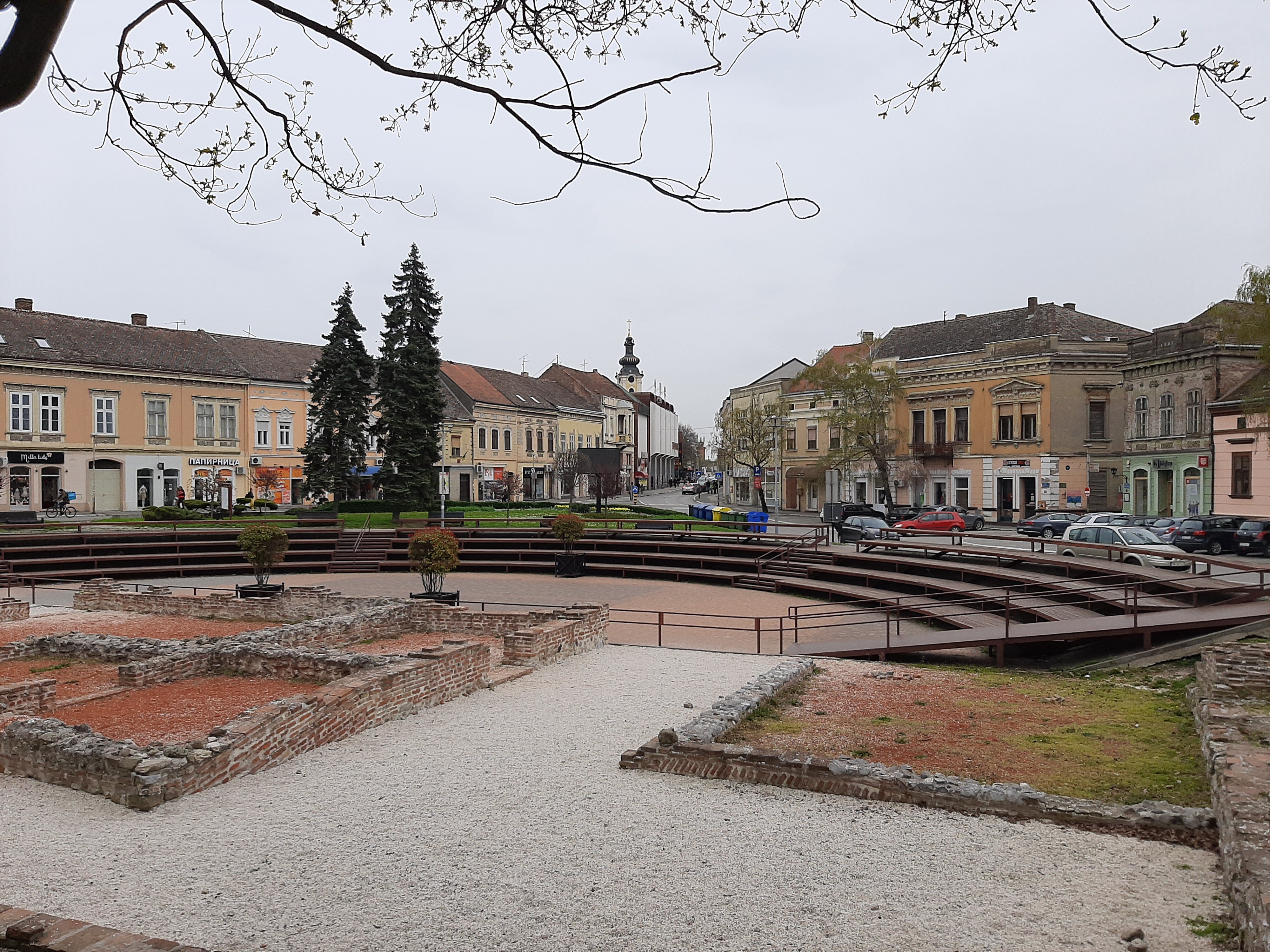
Раскопки на Житной площади